# Hyperlopha discontenta
Hyperlopha discontenta är en fjärilsart som beskrevs av Walker 1864. Hyperlopha discontenta ingår i släktet Hyperlopha och familjen nattflyn. Inga underarter finns listade i Catalogue of Life.